# Droezjba-pijpleiding

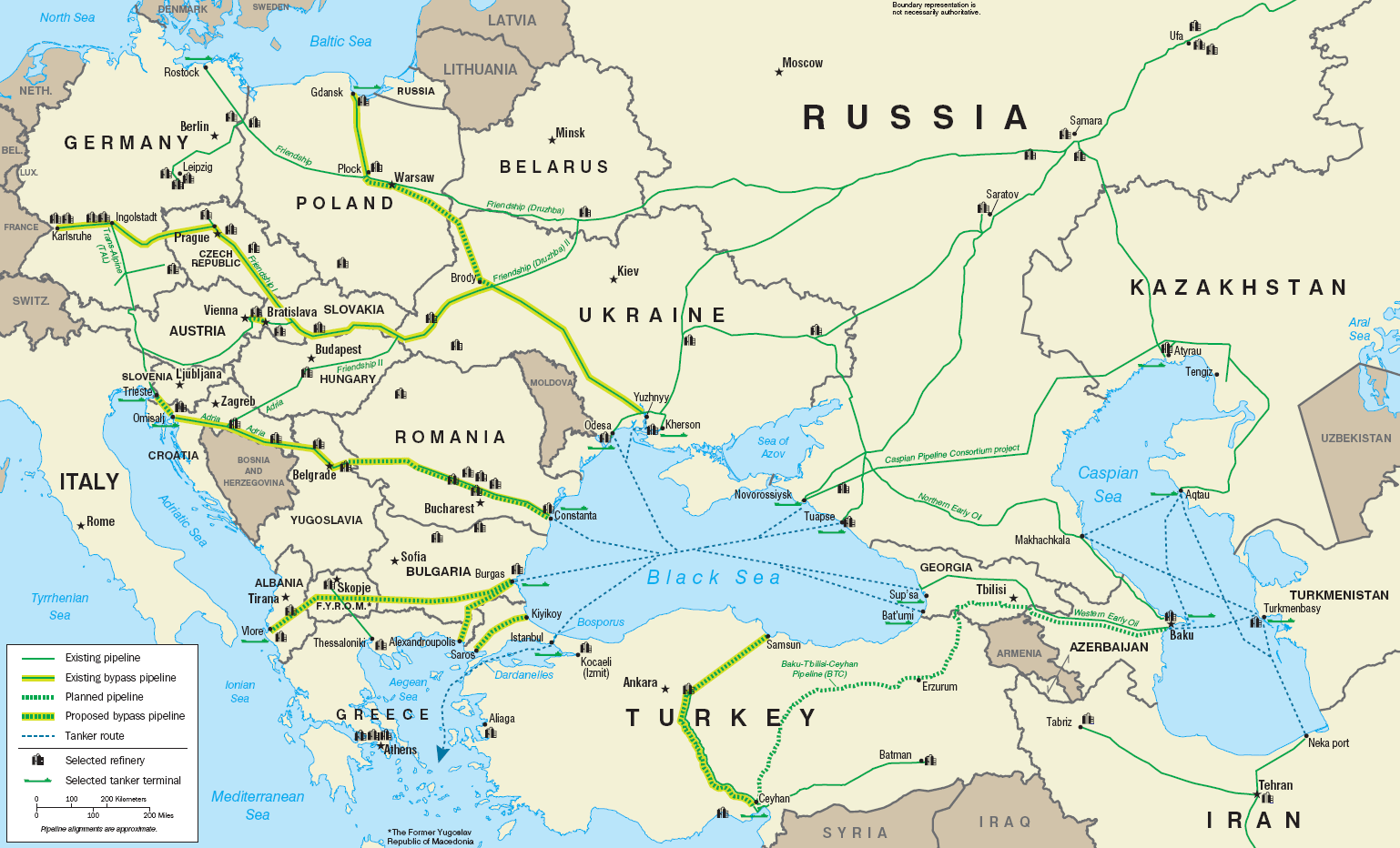
Pijpleidingen in Europa

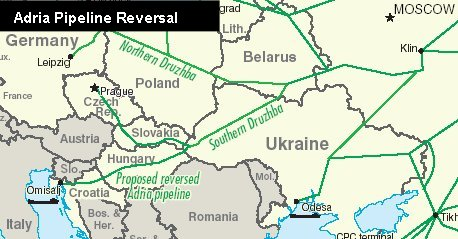
Westelijk deel van de Droezjba-pijpleiding met de voorgestelde omlegging van de Adria-pijpleiding

De Droezjba-pijpleiding (Russisch: нефтепровод Дружба; [nefteprovod Droezjba]) is de langste oliepijpleiding ter wereld (gevolgd door de Bakoe-Tbilisi-Ceyhan-pijpleiding). Het Russische deel wordt beheerd door het Russische staatsbedrijf Transneft.
De pijpleiding werd aangelegd in 1964 door de Sovjet-Unie voor het olietransport van Centraal-Rusland (Europees-Rusland) naar plaatsen ten westen hiervan over een lengte van ongeveer 4000 kilometer. Het hele systeem met vertakkingen omvat 8900 kilometer aan pijpleidingen, 45 oliepompstations en 38 tussenpompstations. De capaciteit van de Droezjba-pijpleiding omvat 1,2 tot 1,4 miljoen vaten per dag. De capaciteit tussen Wit-Rusland en Polen wordt nog vergroot.
Droezjba betekent "vriendschap", verwijzend naar het feit dat de pijpleiding bedoeld was voor de olievoorziening aan de westelijke regio's van de Sovjet-Unie, die veel energie nodig hadden, voor haar "socialistische broederbondgenoten" in het voormalige Oostblok en voor West-Europa. Het is de langste pijpleiding voor het transport van Russische en Kazachse olie door Europa. Een deel van de leiding is sterk verouderd, waardoor milieuverontreinigingen door olielekkages toenemen.

## Traject
De pijpleiding start in Almetjevsk in het zuidoosten van Europees-Rusland, waar oliepijpleidingen uit West-Siberië (Chanto-Mansië), het Oeralgebied en de Kaspische Zee bijeen komen en loopt vandaaruit via Samara en Brjansk naar Mazyr in het zuidwesten van Wit-Rusland, waar de pijpleiding splitst in een noordelijke en een zuidelijke tak. De noordelijke loopt via Polen naar Duitsland (via Schwedt (Oder); jaarlijks 49,8 miljoen ton). De zuidelijke loopt door Oekraïne, Slowakije en Tsjechië naar Hongarije. De capaciteit voor het verre buitenland (дальнего зарубежья; dalnego zapoebezja; "landen van buiten het GOS") bedraagt jaarlijks 66,5 miljoen ton olie.

## Toekomstplannen
Er zijn plannen om de noordelijke tak verder door te trekken naar de Duitse Noordzeehavenstad Wilhelmshaven, hetgeen olietankerverkeer over de Oostzee zou kunnen verminderen en het eenvoudiger moeten maken om Russisch olie naar de Verenigde Staten te vervoeren.
Een ander voorstel is het Droezjba-Adria pijpleidingintegratieproject, waarbij de zuidelijke tak van de Droezjba-pijpleiding verder wordt doorgetrokken van Hongarije door Kroatië naar de Adriatische Zee, naar de diepzeehaven Omišalj (op Krk).
In de eerste fase zou het Kroatische deel van de Adria-pijpleiding moeten worden geherconstrueerd vanaf het oliepompstation Sisak tot de haven van Omišalj.
Het voorstel werd gelanceerd door de Kroatische president Stipe Mesić, maar heeft negatieve publiciteit verkregen door klachten van natuurbeschermingsorganisaties, zoals "Eko Kvarner".